# Euophrys pelzelni
Euophrys pelzelni är en spindelart som beskrevs av Władysław Taczanowski 1878. Euophrys pelzelni ingår i släktet Euophrys och familjen hoppspindlar. Inga underarter finns listade i Catalogue of Life.